# Lennart Axelsson (militär)
Agne Lennart Kvannbäcken (fd Axelsson), född 25 juli 1960 i Särna församling i Kopparbergs län, är en svensk militär.

## Biografi
Lennart Axelsson avlade officersexamen vid Krigsskolan 1986 och utnämndes samma år till officer i armén. Han gick Tekniska chefskursen för armén vid Militärhögskolan 1995 och i slutet av 1990-talet tjänstgjorde han vid Högkvarteret. Han har examen Master of Science Systems Engineering och utnämndes till överstelöjtnant 1999, varefter han var chef för Systemplaneringssektionen i Materielanskaffningsavdelningen i Krigsförbandsledningen i Högkvarteret 2001–2002, bataljonschef vid Artilleriregementet 2002–2004 och chef för Materielanskaffningssektionen i Genomförandeavdelningen i Produktionsstaben 2005–2006. Efter att ha befordrats till överste var han militärsakkunnig i Enheten för det militära försvaret vid Försvarsdepartementet 2008–2011, chef för Försvarsmaktens tekniska skola 2011–2014, Senior Advisor hos Vice Chief of General Staff i Afghanistan 2014–2015 och ställföreträdande projektledare för Omdaning Försvarslogistik i Planeringsavdelningen i Ledningsstaben i Högkvarteret 2015–2016. År 2016 befordrades Axelsson till brigadgeneral och var 2016-2018 chef för Ledningssystemplaneringen i Försvarets materielverk. 2018–2019 var han militär rådgivare i Utrikesdepartementet. Axelsson tjänstgjorde därefter som ställföreträdare vid CIO-avdelningen i Högkvarteret 2019-21 och var tillika tillförordnad CIO i Försvarsmakten 2020. Sedan 2021 är han militär rådgivare hos Inspektionen för Strategiska Produkter, ISP.
Lennart Axelsson invaldes 2005 som ledamot av Kungliga Krigsvetenskapsakademien.
Lennart var fram till 2016 gift med Yvonne Axelsson och har med henne döttrarna Kajsa Stina (f.1992) och Linnéa (f.1994). Lennart bytte 2019 efternamn till Kvannbäcken och har tillsammans med Ida Kvannbäcken döttrarna Tora Marie (f.2018) och Lea (f.2022).